# 安房口神社
安房口神社（あわぐちじんじゃ）は、神奈川県横須賀市吉井にある神社。

## 概要

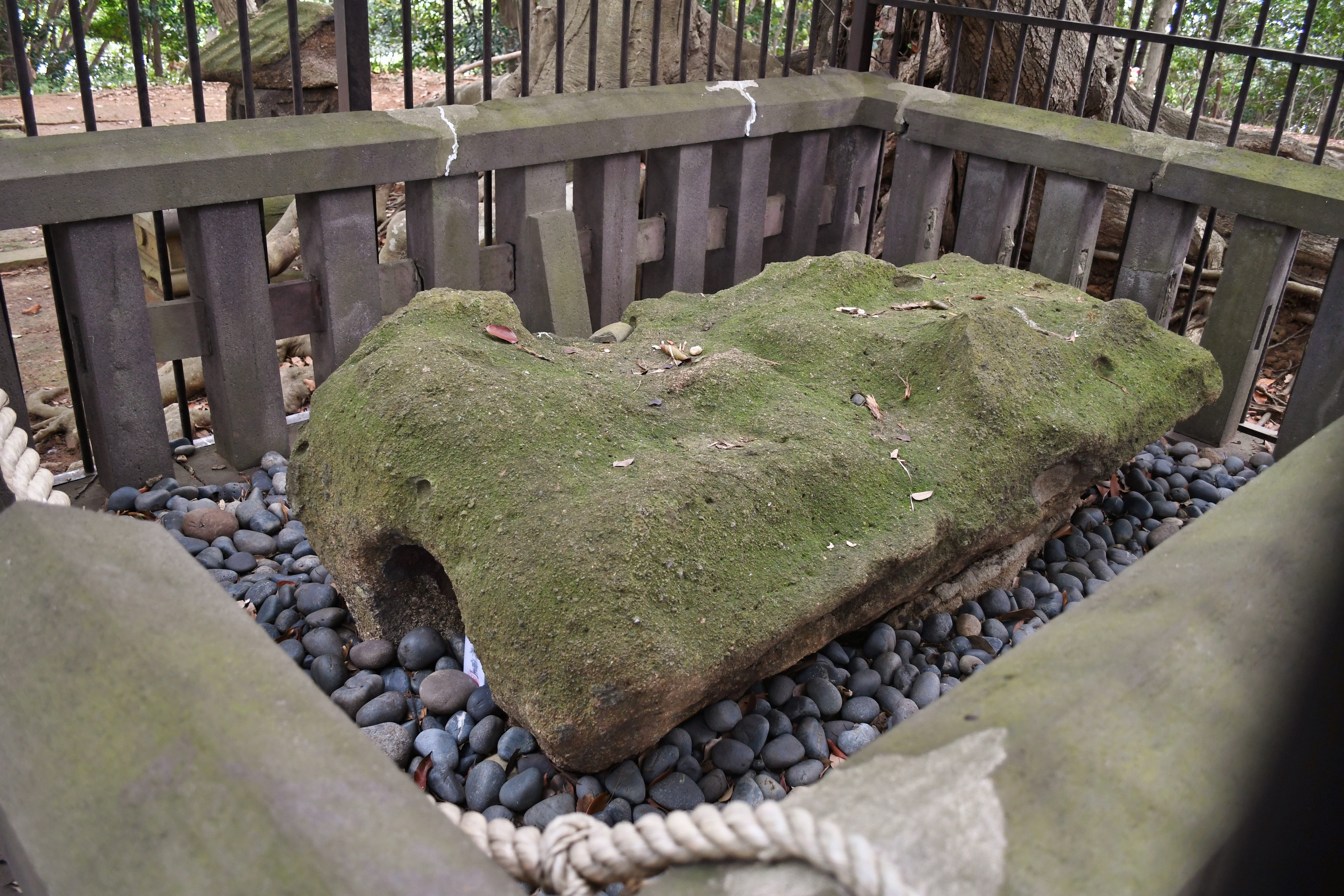
神体

吉井・明神山の山頂に鎮座する、霊石を霊代として拝する特殊な形態を持つ神社である。神体とする霊石は、安房国（千葉県）鎮座の安房神社の祭神である天太玉命の霊代として、東国鎮護のために安房国より吉井明神山の山頂に出現飛来したと伝えられる。その巨石の面が安房国を向いているという事から、古来より安房口明神と尊称してきた。
社伝によれば、日本武尊が東征の折に登山して霊石を拝し、東夷征討が速やかに成就されされるよう立願したという。
湘南山手開発前の安房口神社の山麓の道筋は、古東海道の一つであると云われている。鎌倉幕府も大事のある時には、当地の郡主三浦義澄を代拝させて奉幣祈願を行ったという。
創立は詳らかでないが（『神社明細帳』によると治承3年（1179年））、巨石を以てご神体と仰ぎ、社殿を設けず、神社建築史上からいっても原初的な形態をなしていることなどから、古代の鎮座であることは信憑性のあることであり、又古代の信仰形態を現代にまで伝えている珍しい神社でもある。
現在の宮司は感見達也。

## 現地情報
所在地
神奈川県横須賀市吉井3丁目11番
交通アクセス
バス
京急久里浜駅または久里浜駅から「湘南山手」行きバス乗車、「安房口神社前」下車
付近
横須賀市立望洋小学校

## 関連文献
- 「衣笠庄 西浦賀分郷 安房口明神社」『大日本地誌大系』 第40巻新編相模国風土記稿5巻之113村里部三浦郡巻之7、雄山閣、1932年8月。NDLJP:1179240/156。